# École d'Alexandrie
L'expression « école d'Alexandrie » désigne diverses écoles, qui participent d'un même courant intellectuel dont le centre névralgique est à Alexandrie.

## Chronologie
- le judaïsme alexandrin (dès le IVe siècle avant notre ère), avec la Septante (-IIIe siècle), Philon d'Alexandrie, dit Philon le Juif (vers 40) ; le Livre de la Sagesse, qui fait partie de la Bible (mais pas du canon hébreu), a été écrit en grec, à Alexandrie, au Ier siècle avant notre ère.
- l'aristotélisme alexandrin, dès Straton de Lampsaque (avant qu'il ne devienne le deuxième scholarque, recteur du Lycée, en -288, après Théophraste)
- l'école astronomique d'Alexandrie, inséparable de l'école mathématique : Euclide (vers -300), Pappus d'Alexandrie (fin du IIIe siècle), Diophante d'Alexandrie, Théon d'Alexandrie (IVe siècle) puis sa fille, Hypatie, assassinée en 415. D'Ératosthène à Claude Ptolémée, on ne compte pas les scientifiques qui y vécurent ou y séjournèrent, amenant des avancées capitales, particulièrement dans l'histoire de l'astronomie, avec notamment Hipparque ou Aristarque de Samos qui, le premier, vers -280, a affirmé la rotation de la Terre sur elle-même et sa translation autour du Soleil ;
- l'école médicale d'Alexandrie (hérophiléenne), avec deux auteurs rivaux, Hérophile (-331 / -250) et Érasistrate (-310 / -250) ;
- l'école philologique, littéraire regroupée autour du Musée ou de la Bibliothèque d'Alexandrie, dès -288 ;
- le moyen-platonisme : Antiochos d'Ascalon (-87), Eudore d'Alexandrie… ;
- le stoïcisme alexandrin : Arius Didyme (fin du Ier siècle avant notre ère), Chaerémon d'Alexandrie (Ier siècle) ;
- le scepticisme alexandrin : Énésidème, le premier néopyrrhonien, enseigna la philosophie sceptique à Alexandrie au Ier siècle ;
- l'école théologique d'Alexandrie, chrétienne : Pantène (vers 180), Clément d'Alexandrie, Origène ;
- l'école néoplatonicienne d'Alexandrie : Hypatie (370 / 415), Synésios de Cyrène, Hiéroclès d'Alexandrie…